# Обикновено петльово перо
Обикновеното петльово перо (Gladiolus communis) е вид цъфтящо растение от семейство Перуникови. Включено е в списъка на лечебните растения съгласно Закона за лечебните растения.
Видът е местен за районите с умерен климат на Северна Африка, Западна Азия и Южна Европа, от Средиземноморието до Кавказ, и широко натурализиран в други райони без замръзване, като крайбрежните части на югозападните Британски острови.
Обикновеното петльово перо е грудково тревисто многогодишно растение, което достига 1 м височина, с прави листа и ярко розови цветове през пролетта. Идентифицирани са два подвида:
- G. communis подвид communis
- G. communis подвид byzantinus (Мил.) A. П. Хам.

- G. communis подвид byzantinus